# ISO 3166-2:MV
کد ISO 3166-2:MV بخشی از استاندارد ایزو ۳۱۶۶ برای کشور مالدیو است که توسط سازمان بین‌المللی استانداردسازی ISO تنظیم شده‌است این سازمان، کدهای استاندارد را برای تقسیمات کشوری (ایالت‌ها یا استان‌های) کشورهای فهرست شده در استاندارد ایزو ۳۱۶۶-۱ تعریف می‌کند.
هر کد شامل دو بخش می‌گردد که توسط علامت - جدا می‌گردند.
- بخش نخست MV که در ایزو ۳۱۶۶-۱ آلفا-۲ کد کشور مالدیو است.
- بخش دوم شامل یک یا دو یا سه حرف است که بیان کننده استان یا ایالت کشور مالدیو می‌باشد.

## کدها
| کدها   | Atollo                        |
| ------ | ----------------------------- |
| MV-MLE | ماله                          |
| MV-02  | Alif                          |
| MV-20  | Baa Atoll                     |
| MV-17  | Dhaalu Atoll                  |
| MV-14  | Faafu Atoll                   |
| MV-27  | Gaafu Alif Atoll              |
| MV-28  | Gaafu Dhaalu Atoll            |
| MV-29  | Gnaviyani Atoll               |
| MV-07  | Northern Thiladhunmathi Atoll |
| MV-23  | Haa Dhaalu Atoll              |
| MV-26  | Kaafu Atoll                   |
| MV-05  | Laamu Atoll                   |
| MV-03  | Lhaviyani Atoll               |
| MV-12  | Meemu Atoll                   |
| MV-25  | Noonu Atoll                   |
| MV-13  | Raa Atoll                     |
| MV-01  | Addu Atoll                    |
| MV-24  | Shaviyani Atoll               |
| MV-08  | Thaa Atoll                    |
| MV-04  | Vaavu Atoll                   |